# 34856 Savithas
34856 Savithas è un asteroide della fascia principale. Scoperto nel 2001, presenta un'orbita caratterizzata da un semiasse maggiore pari a 2,3818868 au e da un'eccentricità di 0,0534309, inclinata di 6,14030° rispetto all'eclittica.